# 상하초등학교 (전북)
상하초등학교는 대한민국 전북특별자치도 고창군 상하면 장산리에 있는 공립 초등학교이다.

## 학교 연혁
- 1931년 5월 19일 상하공립보통학교(4년제) 개교
- 1938년 4월 1일 상하공립심상소학교 개칭
- 1941년 4월 1일 상하공립국민학교(6년제) 개칭
- 1981년 3월 6일 병설유치원 개원
- 1996년 3월 1일 상하초등학교로 개칭
- 2001년 3월 1일 삼광초등학교 통합
- 2002년 3월 1일 용강초등학교 통합
- 2002년 10월 11일 유치원 2개교실 증축
- 2008년 3월 1일 석남초등학교 통합
- 2019년 3월 1일 제34대 표효숙 교장 부임
- 2021년 2월 5일 제86회 12명 졸업(총 6,122명)
- 2021년 3월 1일 초등학교 7학급(유치원 1학급) 편성
- 2022년 2월 11일 제87회 9명 졸업(총 6,131명)
- 2022년 3월 1일 초등학교 7학급 편성

## 참고 자료
- 상하초등학교 - 한국교육학술정보원 학교알리미